# Vésubie
Vésubie – rzeka we Francji, przepływająca przez teren departamentu Alpy Nadmorskie, o długości 45,1 km. Stanowi dopływ rzeki Var.